# Кінематограф Африки

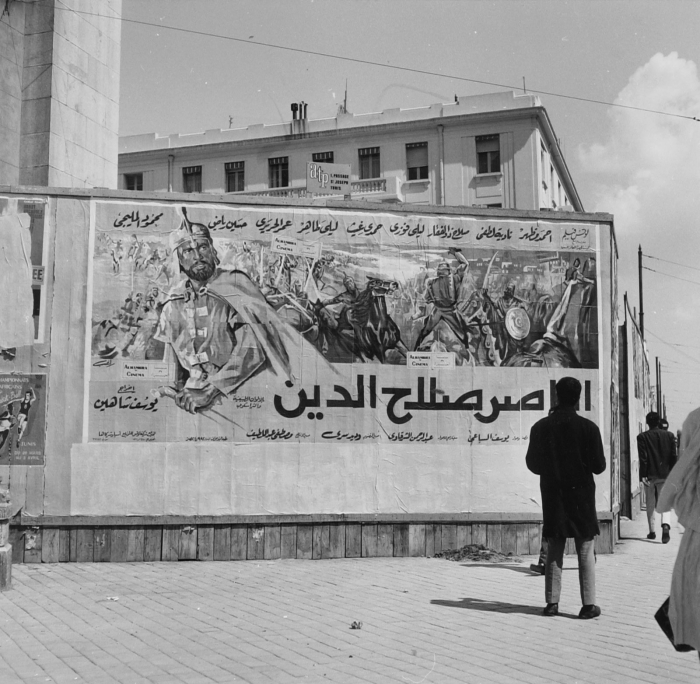
Вуличний кіноплакат у Тунісі до єгипетського фільму «Переможець Салладін» (1963, араб. الناصر صلاح الدين, Al Nasser Salah Ad-Din) режисера Юсефа Шахіна з Ахмедом Мажаром у ролі Салладін, Салахом Зульфікаром, Надією Лутфі та іншими акторами в головних ролях.

Кінематограф Африки — охоплює як історію, так і сучасність створення та показу фільмів на африканському континенті, а також розповідає про людей, причетних до цієї форми аудіовізуальної культури. Воно бере свій початок на початку 20-го століття, коли основною кінематографічною технологією були кіноплівкові бобіни. У колоніальну епоху африканське життя показували лише роботи білих, колоніальних, західних кінематографістів, які зображували африканців у негативному ключі, як екзотичних «інших». Оскільки існує понад 50 країн з аудіовізуальними традиціями, не існує єдиного «африканського кінематографа». Як історично, так і культурно, існують значні регіональні відмінності між кіно Північної Африки та країн на південь від Сахари, а також між кінематографами різних країн.
Кінематограф Тунісу та Єгипту є одними з найстаріших у світі. Піонери Огюст і Луї Люм'єр показували свої фільми в Александрії, Каїрі, Тунісі, Сусі (Лівія) та Хаммам-Ліфі (Туніс) у 1896 р. Альберта Самама Чіклі часто називають першим продюсером корінного африканського кіно, який демонстрував свої короткометражні документальні фільми в казино Тунісу ще в грудні 1905 р. Разом зі своєю донькою Хейде Тамзалі Чіклі продюсував важливі ранні стрічки, зокрема «Дівчинку з Карфагена» 1924 р. У 1935 році кіностудія MISR у Каїрі почала виробляти переважно шаблонні комедії та мюзикли, а також такі фільми, як «Заповіт» Камаля Селіма (1939). Розквіт єгипетського кіно припав на 1940-ві, 1950-ті та 1960-ті роки, які вважаються його Золотим віком. Основоположний фільм Юсефа Шахіна «Каїрський вокзал» (1958) заклав фундамент арабського кіно.
Нігерійська кіноіндустрія є найбільшою в Африці за обсягом, кількістю щорічних фільмів, доходами та популярністю. Вона також є другим за величиною виробником фільмів у світі. У 2016 році кіноіндустрія Нігерії внесла 2,3 % до її валового внутрішнього продукту (ВВП)..